# Kajana flygplats
Kajana flygplats, finska: Kajaanin lentoasema, är en civil flygplats 8 km från Kajana i Finland. 

## Flygbolag och destinationer
Finnair flyger till Helsingfors, Oulun Tilauslento utför charter-, frakt- och ambulansflyg till Skandinavien, baltiska staterna och Kolahalvön. 

## Olyckor
- Den 3 november 1994 åkte en McDonnell Douglas MD-83 från Air Liberté Tunisie på väg från Monastir-Habib Bourguiba internationella flygplats till Kajana flygplats av landningsbanan vid landningen i Kajana. Samtliga ombordvarande, 164 passagerare och 7 besättningsmän, överlevde olyckan. [6]

## Statistik
Sökfråga på wikidata efter rådata.